# El Coco (Panama Ouest)
Pour les articles homonymes, voir El Coco.
El Coco est un corregimiento situé dans la province de Panama Ouest, au Panama ; elle fait partie du district populeux de La Chorrera, a une population de 19 603 habitants (2010), et fait partie de la zone urbaine appelée La Gran Chorrera, qui à son tour fait partie de la zone métropolitaine de la ville de Panama.

## Création
En 1909, par une gestion promue par le maire Baldomero González, au moyen de l'accord no 11 du 14 novembre 1909 et étant président du conseil municipal José de la Rosa Veces, 9 corregimientos ont été fondés, parmi lesquels El Coco et La Laguna, composés alors de Potrero Grande, La Doradilla, El Coco (Cabecera), El Espino, Cerro Negro et El Guayabo.
En 1927, par le biais de l'accord no 10 du 2 juin, 12 communes sont fondées, et El Coco apparaît pour la deuxième fois avec le même nom, avec une correction dans ses regidurias comme suit : La Doradilla, Perdiz, La Laguna, Cerro Negro, Potrero Grande, Raudal et Aguacate.

## Toponymie
L'origine du nom du corregimiento est présumée dans l'abondance des cocotiers dans la région. D'autres soulignent qu'au début, il y avait de nombreux indigènes qui étaient appelés « coco » comme synonyme de Cholo.

## Histoire
Ce corregimiento a connu un processus d'expansion accéléré au cours de la dernière décennie, principalement dû à l'action des colons qui ont occupé, par le biais de processus informels et d'auto-construction, les zones situées à l'ouest, vers Loma Acosta. Cependant, avec la nouvelle orientation de la croissance vers l'est, un développement plus lent est prévu à El Coco, avec l'incorporation de nouvelles zones de faible densité.

## Limites
- Nord: Corregimiento de Herrera et Hurtado
- Sud: Guadalupe
- Est: Barrio Balboa
- Ouest: Santa Rita